# Villa Chicligasta
Villa Chicligasta es una localidad argentina ubicada en el departamento Simoca de la provincia de Tucumán. Se encuentra sobre la ruta provincial 328, a 200 metros del río Gastona, cerca del límite con la provincia de Santiago del Estero. Según un estudio de 2008 es una de las localidades más pobres del país, particularmente golpeada por el desempleo.
El lugar estuvo poblado desde los inicios de la conquista española. Se sabe que en 1646 un tal Serrano tenía cañaverales en el lugar. En 1595 San Francisco Solano estuvo en el lugar; es muy posible que haya existido una capilla, sobre cuyas ruinas se construyó la actual que data de 1797. El lugar era punto de paso para las carretas que llegaban a Tucumán.

## Población
Cuenta con 291 habitantes (Indec, 2010), lo que representa un incremento del 26% frente a los 231 habitantes (Indec, 2001) del censo anterior.
| Gráfica de evolución demográfica de Villa Chicligasta entre 1991 y 2010 |
|                                                                         |
| Fuente: Censos nacionales del INDEC                                     |